# Юссуф Абассалах
Юссуф Абассалах (род. 1 апреля 1964) —  чадский дипломат и государственный деятель.

## Биография
Родился 1 апреля 1964 года в Зуаре.
С 2002 по 2004 годы — министр нефти Чада. С 2004 по 2006 годы занимал должность министра угледобычи Чада. С 2006 по 2008 год был министром торговли Чада. С 2010 по 2012 годы занимал должность министра торговли и промышленности Чада.
С 12 ноября 2012 года занимает должности Чрезвычайного и Полномочного Посла Чада в Российской Федерации и в Украине по совместительству. 26 мая 2015 года Юссуф Абассалах вручил верительные грамоты Президенту Украины Петру Порошенко.